# Золотушник
Золотарник (Solidago) — рід родини айстрових із яскраво-жовтими квітками.

## Поширення

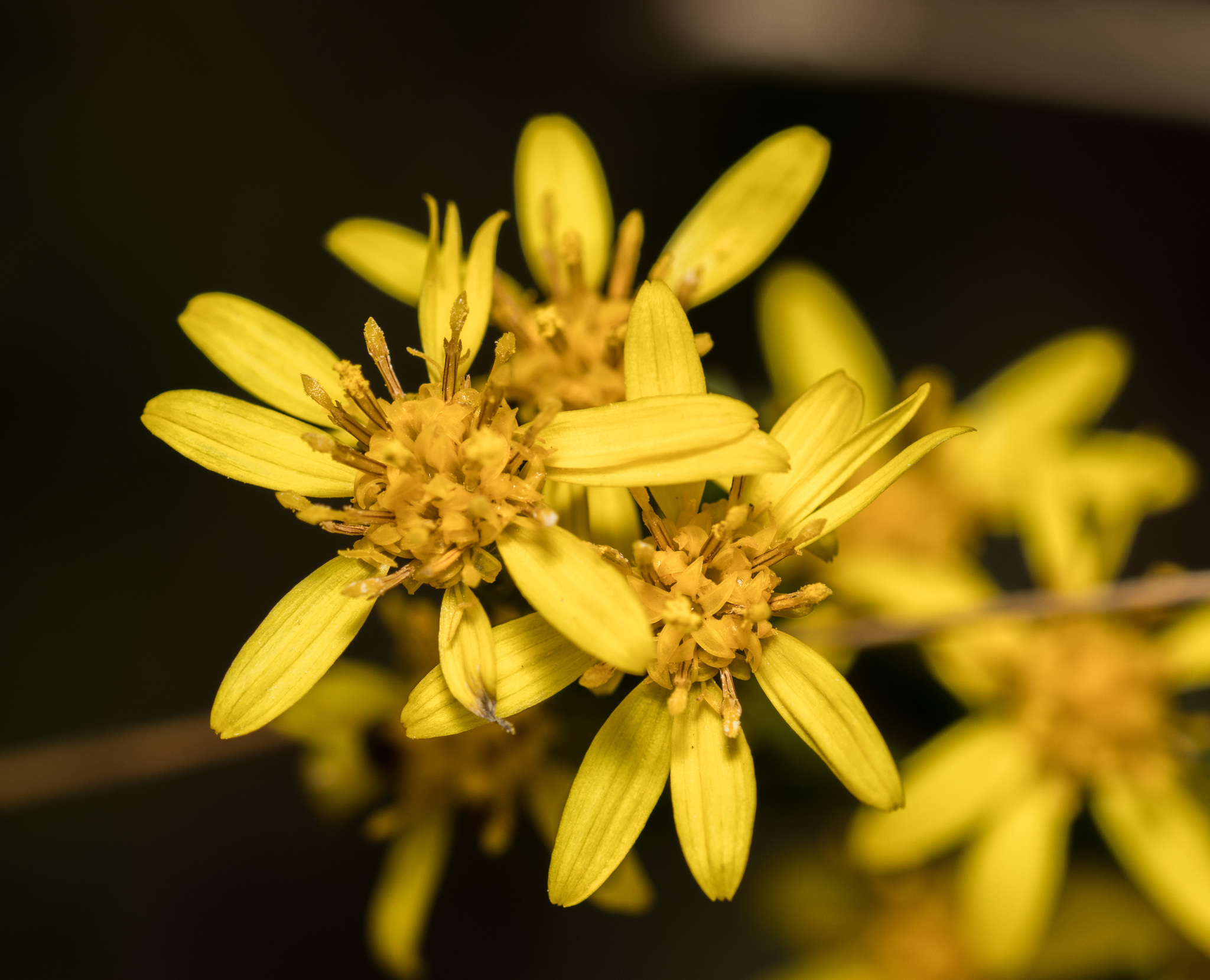
Квітки Solidago decurrens

Відомо близько 120 багаторічних видів золотушника (Див. Список видів роду золотушник), найбільш часто знайдених на луках і пасовищах, уздовж доріг, канав і пустельних областей в Північній Америці, і інколи в Європі, куди ця рослина була інтродукована приблизно 250 років тому.